# Yasunori Takami
Yasunori Takami   () és un jugador i entrenador de beisbol japonès, ja retirat, que va competir durant les dècades de 1980 i 1990. Jugava de receptor.
El 1992 va prendre part en els Jocs Olímpics d'Estiu de Barcelona, on guanyà la medalla de bronze en la competició de beisbol. Va ser titular en tots els partits com a receptor. Després dels Jocs Olímpics, va jugar al Campionat Amateur All-Japan, però poc a poc es va anar centrant en la feina d'entrenador, arribant a entrenar la selecció nacional de beisbol del Japó a nivell internacional.